# Hymenophyllaceae
Ver Pteridophyta para una introducción a las plantas vasculares sin semilla
Las himenofiláceas (nombre científico Hymenophyllaceae) son una familia de helechos que se caracterizan por poseer láminas de 1 capa de células de espesor (monoestratificadas), lo cual les da un color traslúcido. Son llamados "helechos reviviscentes" porque se desecan en la estación seca y se rehidratan con la humedad.

## Taxonomía
Introducción teórica en Taxonomía
La clasificación más actualizada es la de Christenhusz et al. 2011 (basada en Smith et al. 2006, 2008); que también provee una secuencia lineal de las licofitas y monilofitas.
- - Orden I. Hymenophyllales A.B. Frank en J.Leunis, Syn. Pflanzenk., ed. 2,  3: 1452 (1877).

1 familia.
- -     - Familia 9. Hymenophyllaceae Mart., Consp. Regni Veg.: 3 (1835). Sinónimos: Trichomanaceae Burmeist., Handb. Naturgesch.: 196 (1836).

2 o más géneros. Referencias: Dubuisson (1996, 1997), Dubuisson et al.  (2003), Ebihara et al. (2002, 2006, 2007), Hennequin et al. (2003, 2008).
Nota: La familia consiste en 2 clados principales que se corresponden con los clásicos géneros Hymenophyllum y Trichomanes. El último es dividido en 8 géneros (Ebihara  et al. 2006): Abrodictyum, Callistopteris, Cephalomanes, Crepidomanes, Didymoglossum,  Polyphlebium, Trichomanes y Vandenboschia.

### ClasificaciónsensuSmithet al.2006
Ubicación taxonómica:
Plantae (clado), Viridiplantae, Streptophyta, Streptophytina, Embryophyta, Tracheophyta, Euphyllophyta, Monilophyta, Clase Polypodiopsida, Orden Hymenophyllales, familia Hymenophyllaceae.
Incluido Trichomanaceae.
9 géneros:
- Hymenophyllum (incluyendo Cardiomanes, Hymenoglossum, Rosenstockia y Serpyllopsis; Ebihara et al. 2002 y en prensa, Hennequin et al. 2003)
- Abrodictyum
- Callistopteris
- Cephalomanes
- Crepidomanes
- Didymoglossum
- Polyphlebium
- Trichomanes sensu stricto
- Vandenboschia

Cerca de 600 spp.
En The Plant List en la actualización del año 2014 figuran los siguientes géneros
| - Abrodictyum - Achomanes - Amphipterum - Apteropteris - Bergera - Buesia - Callistopteris - Cardiomanes - Cephalomanes - Craspedoneuron - Craspedophyllum - Crepidomanes - Crepidophyllum - Crepidopteris - Dermatophlebium - Didymoglossum - Feea - Gonocormus - Habrodictyon | - Hemicyatheon - Hemiphlebium - Hymenoglossum - Hymenophyllum - Hymenostachys - Lacostea - Lacosteopsis - Leptocionium - Leucomanes - Macroglena - Maschalosorus - Mecodium - Meringium - Microgonium - Microtrichomanes - Mortoniopteris - Myriodon - Myrmecostylum - Nesopteris | - Neuromanes - Neurophyllum - Pleuromanes - Polyphlebium - Pseudomecodium - Pteromanes - Ptilophyllum - Ptychophyllum - Pyxidaria - Reediella - Rosenstockia - Selanodesmium - Selenodesmium - Serpyllopsis - Sphaerocionium - Trichomanes - Trigonophyllum - Vandenboschia |

## Filogenia
Introducción teórica en Filogenia
Monofilético (Hasebe et al. 1995, Dubuisson 1196 y 1997, Pryer et al. 2001a y 2004b, Ebihara et al. 2002 y otro en prensa, Dubuisson et al. 2003, Hennequin et al. 2003).
Hymenophyllum como aquí descripto es monofilético, pero hay algunos grupos que usualmente se clasifican como subgéneros de Hymenophyllum que pueden ser polifiléticos y que necesitan más investigación, a saber: Mecodium, Sphaerocionium (Hennequin et al. 2003, Ebihara et al. 2006).
Trichomanes en su sentido más amplio (sensu lato), también es monofilético, Smith et al. lo considera una subfamilia "tricomanoide", compuesta por los 8 géneros restantes, algunos de ellos han sido a su vez subdivididos en subgéneros y secciones (Ebihara et al., en prensa).
Microtrichomanes parece ser polifilético (Ebihara et al. 2004).

## Ecología y evolución
Terrestres y epífitos.
Pantropicales y también de climas templados del Sur, pero los gametófitos sobreviven en regiones templadas del Norte, y pueden sobrevivir hasta en Alaska.

## Caracteres
Con las características de Pteridophyta.
Se conocen como "helechos reviviscentes" porque ante una reducción de la humedad, se encogen y recurvan a modo de estructura de protección, recuperando su forma cuando la humedad vuelve.
Rizoma esbelto, postrado, hirsuto, o a veces erecto y corpulento, protostélico.
Prefoliación circinada. Hojas de una célula de espesor entre las venas (solo unas pocas excepciones). Sin estomas. Sin cutícula o con la cutícula altamente reducida. Usualmente las hojas sin escamas, a veces un indumento de pelos.
Soros marginales, indusio cónico ("campanulado"), o tubular, o bivalvo. Al menos en trichomanoides, soros con receptáculos usualmente elongados, sobresaliendo de los involucros. Esporangios que maduran gradualmente de una forma basípeta. Cada esporangio con un anillo oblicuo sin interrupciones.
Esporas verdes, globosas, con marca trilete.
Gametófito filamentoso o con forma de lazos o jirones ("ribbon-like"), usualmente se reproduce por fragmentación o producción de gemas.
Número de cromosomas: x = 11, 12, 18, 28, 32, 33, 34, 36, y tal vez otros.